# Kuifcalyptura
De kuifcalyptura (Calyptura cristata) is een kleine Zuid-Amerikaanse zangvogel en de enige soort uit het geslacht Calyptura. De vogel werd in 1818 door de Franse vogelkundige Louis Pierre Vieillot geldig beschreven als soort uit het geslacht Pardalotus. In 1832 werd de vogel ingedeeld bij de familie cotinga's. Toen een deel van de soorten uit deze familie werd ondergebracht in de familie Tityridae, ontstond er twijfel over de plaatsing van deze soort. Sinds 2012 hoort de soort tot de familie van de tirannen.

## Kenmerken
De kuifcalyptura is 8 cm lang. Het is een geelachtige zangvogel die lijkt op een cotinga. De bovenkant is geelachtig tot olijfkleurig met geel op de kop en een gele stuit. Verder een kort staartje en vrij donkere vleugels met twee vleugelstrepen. Op de kruin zitten rode veertjes met zwart aan de rand die als een kuifje kunnen worden opgezet.

## Verspreiding en leefgebied
Heel lang werd vermoed dat deze vogel was uitgestorven. Halverwege de 19de eeuw was het geen ongewone vogel die voorkwam in de regenwouden aan de Atlantische kust in Zuid-Oost Brazilië. Gedurende de hele 20ste eeuw waren er echter geen betrouwbare waarnemingen totdat in 1996 twee vogels werden waargenomen in het Nationaal park Serra dos Órgãos in Brazilië. Grote inspanningen in het najaar van 2006 om deze vogels opnieuw te zien in de omgeving van onder andere Teresópolis en Ubatuba in de Serra do Mar leverden slechts onbevestigde waarnemingen op.

## Status
Door houtkap en andere vormen van habitatvernietiging is de populatie in Brazilië op de rand van uitsterven gebracht en daarom staat de kuifcalyptura als ernstig bedreigd (kritiek) op de Rode Lijst van de IUCN.